# Docteur Gladstone
Docteur Gladstone est une bande dessinée d’aventure africaine créées dans Spirou en 1964 pour un total de six histoires et 210 planches. Charles Jadoul en était le scénariste, Jijé et Herbert les dessinateurs.

## Le contexte
Par rapport aux autres hebdomadaires de BD, Spirou s’était fait une petite spécialité d’aventures exotiques. Si l’on met de côté le Baden-Powell de Jijé en 1948, tout commence véritablement en 1960. À cette date Jean-Michel Charlier a laissé tomber Tiger Joe qui a été repris par Greg, il a aussi abandonné Kim Devil qui était une copie conforme du précédent à ceci près que l’action se passait en Amazonie. En 1960 il lance une nouvelle série dans le même genre, Simba Lee, qui durera deux ans.
Quelque temps plus tard, en 1964 donc, une nouvelle série, Docteur Gladstone, est lancée. Elle durera jusqu’en 1971.
Parallèlement, Dan Daubenay animera une autre série d’aventures africaines, Michaël, de 1967 à 1972.

## La série
Charles Jadoul animait déjà différents rédactionnels ainsi que la série Michel et Thierry quand il entame Dr Gladstone. C’est Jijé et l’un de ses disciples, Herbert qui avait justement été le dessinateur de Simba Lee, qui s’occupent des dessins. Après 2 épisodes, Jijé laissera définitivement les pinceaux à son élève.
L’histoire se situe dans les années 1960 dans un pays d’Afrique noire non défini, près d’une ville (fictive) appelée N’djalolo à proximité d’une frontière avec un autre pays, également non nommé. La mention de la réserve de Lufila, également fictive, peuplée de gorilles laisse à penser que l’action se déroule soit en Afrique orientale aux confins du Congo et de l’Ouganda, soit environ 1 000 km plus à l’ouest sur une zone qui irait grosso modo du Cameroun au Congo (Brazzaville). Cette donnée est également compatible avec la présence de pygmées également mentionnés dans ces aventures.
Le nom du héros et d’autres éléments comme la venue d’un pasteur qui vient de son pays d’origine laisse penser que Robert Gladstone vient des îles britanniques. À la suite d'un accident qu’il aurait provoqué sous l’empire de l’alcool, le docteur Gladstone n’a plus le droit d’exercer, au moins en Europe mais pratique néanmoins son art dans un coin reculé de la brousse africaine.
En fait, on l’a bien compris, ce bon docteur est évidemment innocent des charges qui pèsent contre lui mais telles sont les raisons qui l’ont mené en Afrique. Excellent fusil, abattant du premier coup rhinocéros, éléphants, lions et autres crocodiles, il fait surtout office de guide.
Cette série proposait des aventures assez classiques avec des personnages plutôt stéréotypés. Elle prenait davantage d’ampleur dans les dernières histoires mais a fini par être abandonnée.

## Synopsis
Le docteur Gladstone démêle des intrigues en Afrique noire, toujours accompagné de son assistant George. À noter que lors des premiers épisodes, le nom du personnage prend un S final, ce qui laisse supposer que l'action se déroule en Afrique francophone. Il perd son S dans les derniers épisodes, ce qui placerait alors l'histoire dans un pays anglophone. L'épisode "Refus d'assistance" nous apprendra que c'est à la suite d'une fausse accusation de refus d'assistance à un malade en danger de mort qu'il a dû quitter l'Angleterre, où il pratiquait la médecine, pour s'installer en Afrique.

## Publication

### Revues

#### Spirou
1. Docteur Gladstone,  14 planches, no 1372 - no 1378 (1964) : Deux malfrats ont raflé l’argent d’une banque en s’enfuyant avec un otage. Un des collaborateurs du Dr Gladstone est également fait prisonnier. Gladstone a peu de temps pour les intercepter avant la frontière.
2. Zone interdite, 30 planches, no 1388 - no 1402 (1964-65) : Un frère et une sœur, accompagnés de l’associé de leur père veulent aller filmer les gorilles mais il semble bien qu’ils aient d’autres idées en tête.
3. Refus d’assistance, 44 planches, no 1418 - no 1442 (1965) : Le pilote ayant été piqué par un scorpion, un groupe est bloqué pour plusieurs jours dans la résidence de Gladstone. Ils en profitent pour visiter les alentours, le bon docteur jouant les cicerone. Mais entre le Dr Gladstone et l’un des touristes un lourd secret va bientôt se révéler.
4. Barrage sur le Lupopo, 46 planches, no 1492 - no 1514 (1965-66) : Un barrage doit être construit sur le Lupopo mais différents actes de sabotage pourraient bien retarder voire annuler les travaux.
5. La nuit des cynocéphales, 44 planches, no 1571 - no 1588 (1968) : Le village de Massi-Kessé est sous l’emprise des singes cynocéphales qui terrorisent la population. De curieux hommes-singes semblent orchestrer tout cela. À noter que l’un des personnages serre la main du héros avec un « Docteur Gladstone, je présume. »
6. La citadelle, 32 planches, no 1698 - no 1724 (1971-72) : Gladstone doit se rendre de Nairobi à Addis-Abeba. Il propose à un diplomate, qui vient de rater sa correspondance, de l’accompagner dans un petit appareil qui malheureusement est obligé de faire un atterrissage en catastrophe dans une région peu connue. Les rescapés vont bientôt trouver les ruines d’une cité antique. Cet épisode n’est pas sans rappeler la quatrième aventure de Tim la Brousse parue en 1960 dans le journal de Mickey. À noter que le pays Kenya est orthographié Kenia.

### Album
Zone interdite – Édition Jonas (1979) : Grand format en noir et blanc, l’album reprend des deux premières aventures.